# Pugled pri Starem Logu
Pugled pri Starem Logu (ausgesprochen [ˈpuːɡlɛt pɾi ˈstaːɾɛm ˈloːɡu], auch Pogeld oder Puglarje, deutsch Hohenberg) ist ein verlassenes Dorf in der Gemeinde Kočevje im Süden Sloweniens.

## Geschichte
Pugled pri Starem Logu wurde im 14. Jahrhundert von Gottschee-Deutschen auf einer Lichtung gegründet. Im Grundbuch von 1574 bestand das Dorf aus zwei Vollhöfen, aufgeteilt in vier Halbhöfe, was einer Einwohnerzahl zwischen 13 und 17 entsprach. Das Dorf hatte 1770 12 Häuser, vor dem Zweiten Weltkrieg 16 Häuser und 72 Einwohner.
Die ursprüngliche Bevölkerung wurde im November 1941 vertrieben. Italienische Streitkräfte brannten das Dorf während der Rog-Offensive Ende August 1942 nieder.
Während des Krieges richteten die Partisanen in der Gegend verschiedene Einrichtungen ein: Mehrere Stützpunkte (Baza Pugled, Baza I, Baza 14 – siehe Baza 20) befanden sich außerhalb des ehemaligen Dorfes. In der Nähe des Dorfes lag die unterirdische Druckerei Urška. Die politische Führung der Slowenischen Befreiungsfront ließ sich am 12. Juni 1942 in der Nähe nieder.
Im März 1943 bauten die Partisanen südöstlich von Pugled ein Lazarett, das im Oktober 1943 von deutschen Truppen zerstört wurde.
Vom 28. bis 30. April 1943 fand in Pugled ein Treffen von Aktivisten der Befreiungsfront statt, bei dem sie die Grundsätze der Dolomitenerklärung über die führende Stellung der kommunistischen Partei bestätigten.

## Beschreibung
Heute sind von den Häusern und Wirtschaftsgebäuden nur noch wenige Überreste erhalten. Die Fundamente sind größtenteils von Bäumen und Sträuchern überwuchert. Der Standort des ehemaligen Dorfes ist als Kulturerbe eingetragen. Erhalten ist der Dorfbrunnen, in dessen Nähe der Dichter Miran Jarc am 24. August 1942 ermordet wurde. An der Stelle, an der er getötet wurde, wurde ein kleines Kreuz errichtet.